# Bure Voldsted
Bure Voldsted, også kaldet Borre Voldsted, Borre Slot  eller Langesøhus  er et gammelt voldsted beliggende i  Langsødalen nord Buresø for i Allerød Kommune Bure Voldsted var et fæstningsværk, der tilhørte Hvideslægten og på tidspunktet et af de største på Sjælland. Voldstedet blev i slutningen af 1800-tallet og starten af 1900-tallet gravet delvist væk af den datidige ejer, og først i 1944 blev resterne fredet. Voldstedet består af en uregelmæssig firkantet borgbanke. Voldstedet har ligget på en holm i den  nu tidligere Langesø med adgang fra nordøst. På vandsiden har der været flere volde og grave. Der kendes et gavebrev udstedt på Langesøhus fra 1274 og signeret af bl.a. Erik Klipping, hans mor, Margrete Sambiria.
I dag ses kun en ca. 5 meter borgbanke på ca. 30 x 30 meter, men  i 1700-tallet kunne man stadig se ruiner på stedet. Oprindelig har borgen været 50 x 50 meter.